# Charles Meysson
Albert-Charles Meysson, né le 7 décembre 1869 à Montbrison et mort le 16 avril 1947 à Lyon 2e arrdt, est un architecte français, architecte en chef de la ville de Lyon et architecte régional des Postes.

## Biographie
Elève des Beaux-arts de Paris dans l'atelier d'Auguste Deglane.

## Œuvres

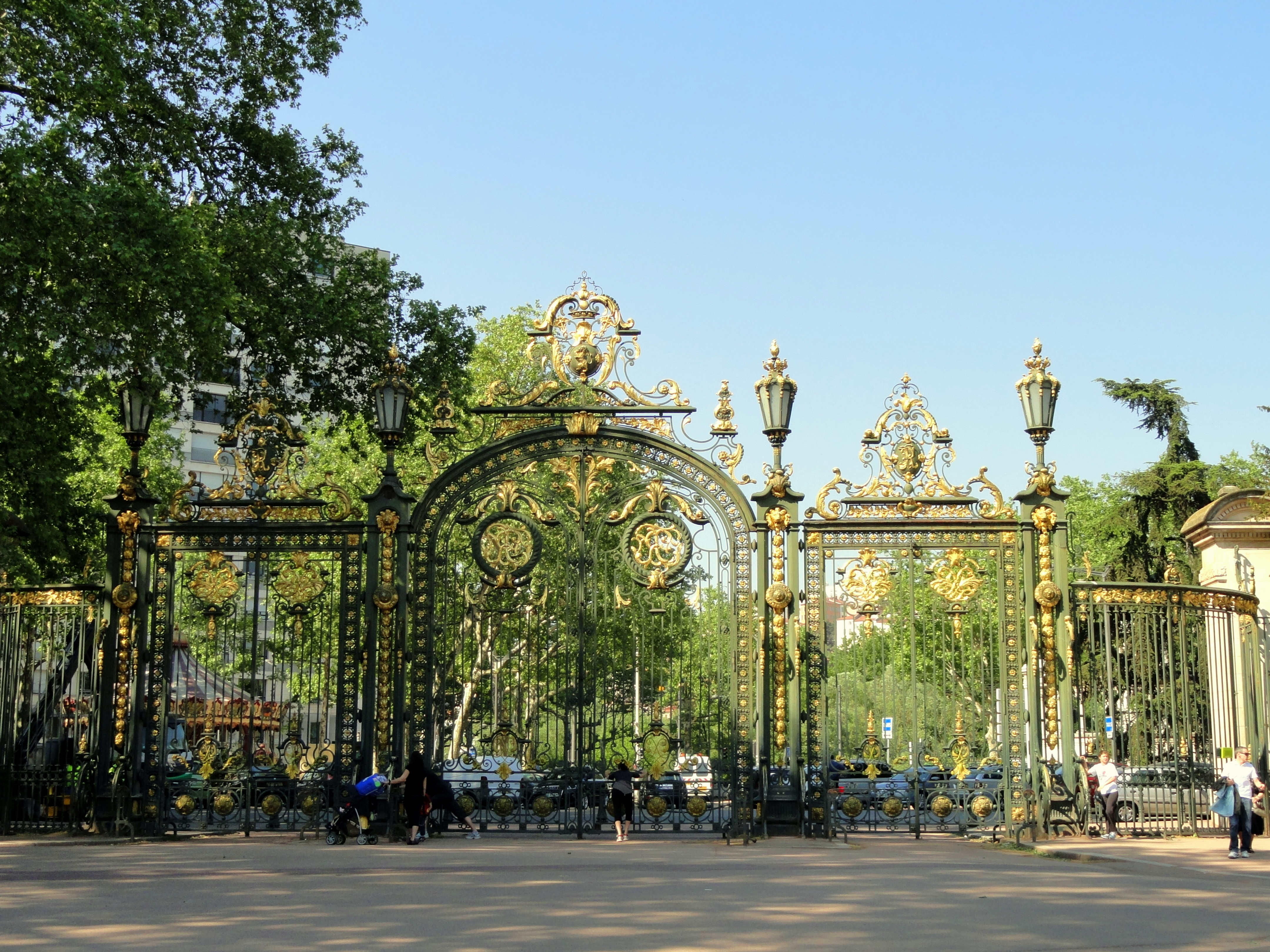
La grille de la « Porte des Enfants du Rhône ».

Parmi les bâtiments et ouvrages réalisés, on peut citer, :
- grille de la Porte des Enfants du Rhône du Parc de la Tête d'Or (1900), à la suite d'un concours ;
- palais de la Foire alors située à l'actuelle cité internationale (1918-1928). Largement détruit, il subsiste le bâtiment qui accueille le musée d'art contemporain de Lyon ;
- bourse du travail de Lyon (1935) ;
- central téléphonique Parmentier (1930), rue Henri-IV ;
- central téléphonique Lalande (1928), Boulevard Jules Favre ;
- mairie du 7e arrondissement de Lyon (1920), place Jean-Macé.
- Caserne de pompiers de la Madeleine ;
- bâtiments de la radio à La Doua à Villeurbanne ;
- bâtiments de l'émetteur de Tramoyes ;
- école d’agriculture de Cibeins (où sera transférée la vacherie du Parc) ;
- orphelinat municipal de garçons, rue Philippe-de-Lasalle ;
- kiosques à fleurs de la place du Maréchal-Lyautey ;
- socle du monument à Laurent Mourguet (buste sculpté par François Girardet) à Lyon[4].
- Monument en hommage à Sully Prudhomme, place Bellevue à Lyon 1er[5].

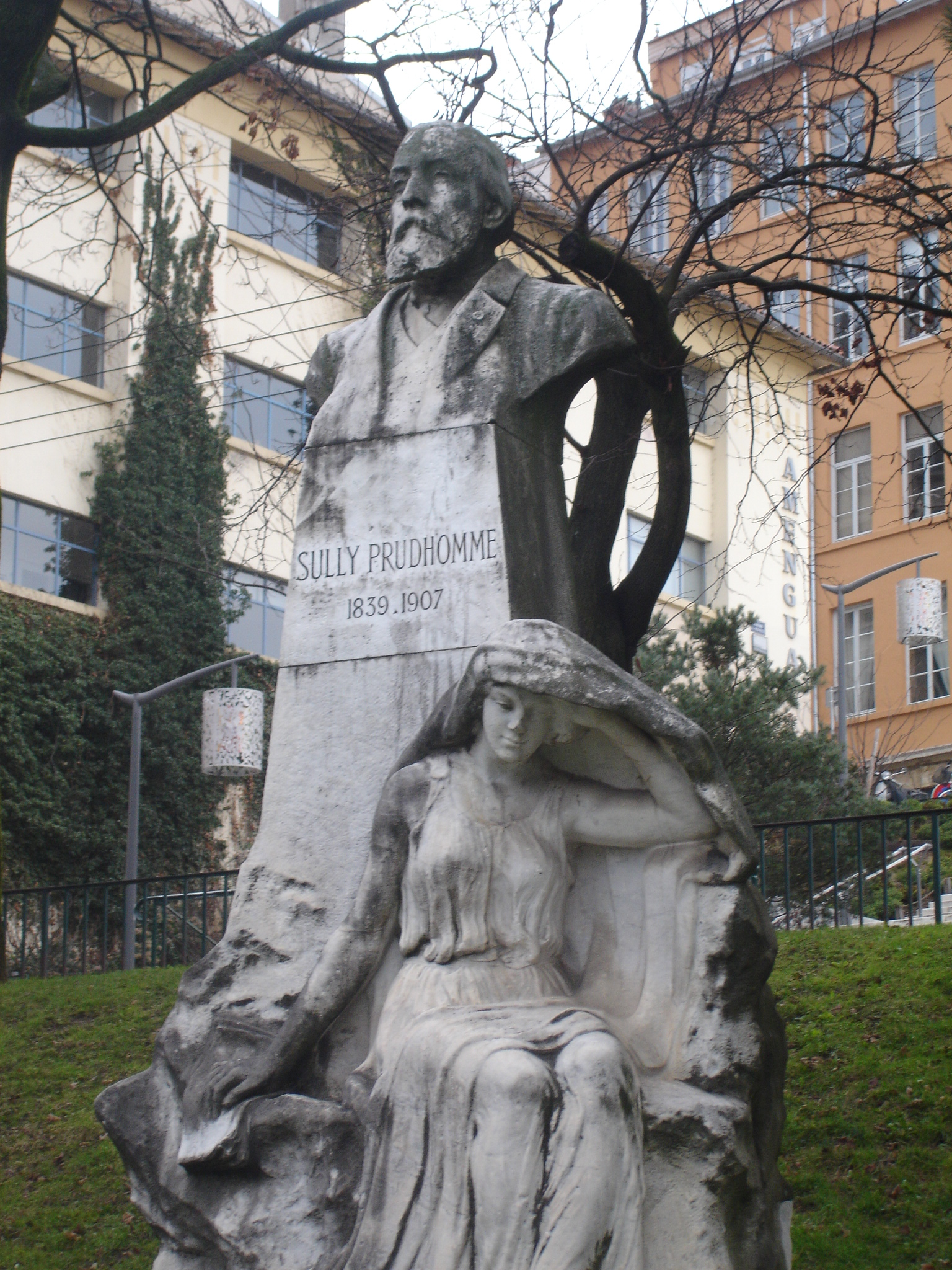
Sully Prudhomme place Bellevue

. 